# Distretto di Charkiv
Il distretto di Charkiv (in ucraino Харківський район?, Charkivs'kyj rajon) è un distretto nell'oblast' di Charkiv in Ucraina. Il suo centro amministrativo è la città di Charkiv. Ha una popolazione di 1 729 049 abitanti.
Il 18 luglio 2020, come parte della riforma amministrativa dell'Ucraina, il numero di distretti dell'oblast di Charkiv, è stato ridotto a sette e l'area del distretto di Charkiv è stata notevolmente ampliata.